# オクシヴィエ文化

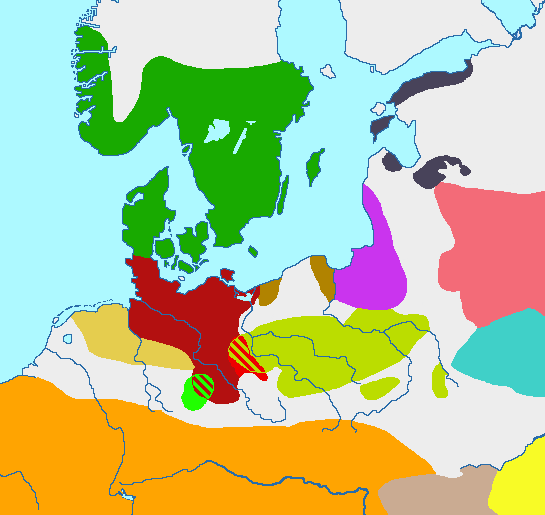
オクシヴィエ文化（ポーランド北部の2つの茶色）
ヤストルフ文化（エンジ色）
ポメラニア文化（オリーブ色、後にチェルノレス文化の影響を受けてプシェヴォルスク文化へと変貌）
東バルト文化（東に離れた場所にあるサーモンピンク）
チェルノレス文化（ブルー）
（オクシヴィエ文化に東で隣接する紫色はヤトヴィンガ人と推測される西バルト文化）

オクシヴィエ文化（オクシヴィエぶんか、英語表記：Oksywie culture）は、紀元前2世紀から紀元後1世紀にかけてポメラニア地方東部およびヴィスワ川下流域に広がっていた古代文化。ゲルマン系ゴート族の起源と考えられる。
「オクシヴィエ文化」の呼称は、ポーランド・グディニア市近郊のオクシヴィエ村から採られた。この村ではこの文化の遺跡が最初に発掘調査された。
ポーランドのポメラニア地方における考古学調査により、オクシヴィエ文化は、ポーランドに広がっていたポメラニア文化のうちのこのポメラニア地方一帯の部分が紀元前2世紀にポメラニア文化から分離していったものと考えられている。この時期はドイツ北部から多くの人々がこのポメラニア地方へ移住してきた時期と一致する。発掘によって以前に通説とされていた当時のスカンディナヴィアの文化からの大量移住の証拠は見つからなかったため、西方のドイツ北部のヤストルフ文化からの移住であったようである。このような通説は、6世紀のアリウス派僧侶のローマ帝国官僚でゴート人についての歴史家でもあったヨルダネスが東ゴート王国の学者カッシオドルスの著書を要約して著した史書『ゴート人の事跡』（De origine actibusque Getarum）による影響もあったと言える（同様のスカンディナヴィア起源には、ブルグント族の例もある）。さらに紀元後1世紀になると、東方から新しい人々がこのバルト海沿岸地方へと進出してきたと推測される。彼らは東バルト文化の担い手か、あるいはプシェヴォルスク文化の東部群の担い手のようである。このようにオクシヴィエ文化は多様な出自をもつ諸部族の集まりであった。
紀元後1世紀にかけて、オクシヴィエ文化はゴート族の文化として広く知られるヴィェルバルク文化へと次第に変貌していく。のちにヴィエルバルク文化はプシェヴォルスク文化の東部群との関わりを深め、プシェヴォルスク文化の東部群の人々はヴィエルバルク文化に吸収されたと考えられる。また、スカンディナヴィアの諸部族とも交易などを通じて深いかかわりがあったと考えられる。しかし部族としてのゴート族がもともとスカンディナヴィアの部族であったという過去の通説に反して、スカンディナヴィアからの大量移住は認められなかったことが考古学調査によって判明しており、現在ではゴート族のスカンディナヴィア起源説（特に16世紀成立のゴート起源説）は、中世初期の不確かな伝承を元にした俗説（所謂、ヨルダネスの記述など）、ないし、政治的意図を持ったナショナリズムの産物であると考えられている。ゴート族のスカンディナヴィア起源は、この様に考古学上疑問視されている段階であるが、16世紀以降のゴート起源説は、事実上、捏造ともとれるため、歴史学的にほぼ否定されている。

## 参照
1. ↑  Kaliff, Anders. 2001. Gothic Connections. Contacts between eastern Scandinavia and the southern Baltic coast 1000 BC – 500 AD. Occational Papers in Archaeology 26. Uppsala., OPIA 26 - スウェーデン・ウプサラ大学による研究

## 関連記事
- ゲルマニア
- ゲルマン人
- ゴート族
- ポメラニア文化
- ヤストルフ文化
- プシェヴォルスク文化
- ヴィェルバルク文化
- ポーランドの歴史